# Carmen Ligia Valderrama
Carmen Ligia Valderrama Rojas (Bogotá, siglo XX) es una abogada y política colombiana.

## Biografía
Nacida en Bogotá, estudió Derecho en la Universidad Externado de Colombia, de donde también se graduó como Especialista en Derecho de Negocios. Así mismo, posee una Maestría en Derecho Empresarial del Centro Europeo de Estudios y Formación Empresarial Garriguez & Andersen, en Madrid (España).
En el sector público ha trabajado como Jefe de la Oficina Jurídica y Secretaria General de la Superintendencia de Industria y Comercio. En este mismo organismo, también fue Asesora del Superintendente y Superintendente Delegada para la Propiedad Industrial, la Protección al Consumidor y de Industria y Comercio. En noviembre de 2018 fue nombrada Superintendente de Transporte, cargo que ocupó hasta marzo de 2020, cuando pasó a ser Viceministra de Transporte.
Ocupó el Viceministerio hasta septiembre de 2021, cuando fue nombrada por el presidente Iván Duque Márquez como Ministra de Tecnología de la Información y Comunicaciones, en reemplazo del ministro encargado Iván Mauricio Durán Pabón, quien asumió el puesto tras la renuncia de la anterior ministra Karen Abudinen. Su nombramiento fue criticado ampliamente debido a su inexperiencia en el sector de las Telecomunicaciones.